# Beskid (Orawicko-Witowskie Wierchy)
Der Beskid ist ein Berg in den polnischen Orawicko-Witowskie Wierchy, einem Gebirgszug der Pogórze Spisko-Gubałowskie, mit 906 Metern Höhe über Normalnull. Über den Gipfel verläuft die polnisch-slowakische Grenze.

## Lage und Umgebung
Der Beskid liegt im Hauptkamm der Orawicko-Witowskie Wierchy. Östlich des Gipfels liegt der Gebirgsfluss Czarny Dunajec.

## Tourismus
Der Gipfel ist von allen umliegenden Ortschaften leicht erreichbar. Er liegt außerhalb des Tatra-Nationalparks.